# Adolf Diesterweg

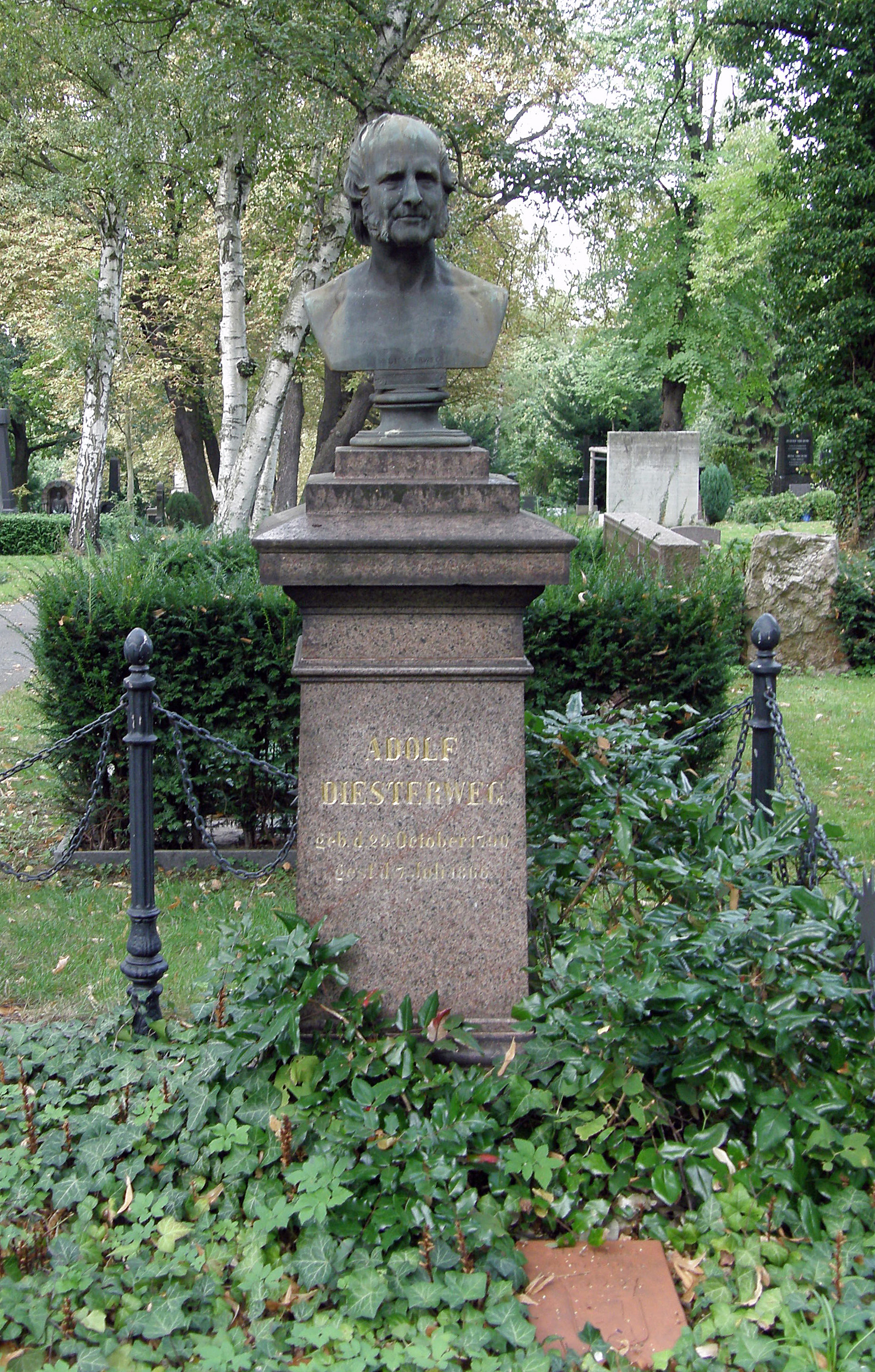
Grobowiec Adolfa Diesterwega na Starym Cmentarzu Św. Mateusza w Berlinie-Schöneberg

Friedrich Adolf Wilhelm Diesterweg (ur. 29 października 1790 w Siegen, zm. 7 lipca 1866 w Berlinie) – niemiecki pedagog i działacz społeczny, wydawca czasopisma pedagogicznego Rheinische Blätter für Erziehung und Unterricht, autor licznych publikacji o tematyce edukacyjnej. Propagował ideę szkoły demokratycznej i świeckiej. Domagał się uwolnienia nauczycieli spod wpływu kleru oraz podniesienia ich pozycji społecznej. Rozwój i rozbudowę szkół ludowych postrzegał jako ważny instrument przeobrażeń społecznych. Swoją działalnością wywarł spory wpływ na rozwój ruchu postępowego wśród niemieckich nauczycieli.

## Kariera
Po studiach w Tybindze początkowo pracował jako nauczyciel szkół średnich. W latach 1832–1847 pełnił funkcję dyrektora seminarium nauczycielskiego w Berlinie. Z funkcji tej został zwolniony za działalność polityczną i społeczną poprzedzającą Wiosnę Ludów. W latach 1827–1866 wydawał czasopismo Rheinische Blätter für Erziehung und Unterricht w którym opublikował kilkaset artykułów dotyczących tematyki szkół oraz kształcenia nauczycieli. 